# Нгози, Зибане
Зибане Нгози (англ. Zibane Ngozi; род. 31 октября 1992 года) — ботсванийский легкоатлет, бегун на короткие дистанции, специализируется в беге на 400 метров.

## Биография
В 2019 году принял участие на чемпионате мира по легкой атлетике в Дохе. 7 августа 2021 года вместе со своими партнерами по сборной Нгози завоевал бронзу в эстафете 4×400 метров на Олимпиаде в Токио. Эта медаль стала единственной для Ботсваны на играх.